# آقای بهتر
آقای بهتر یک مجموعه تلویزیونی محصول سال ۱۳۶۸ به کارگردانی امیر سمواتی،  می‌باشد که از شبکه دو پخش شد.

## بازیگران
- حسن دادشکر